# Brida mongólica

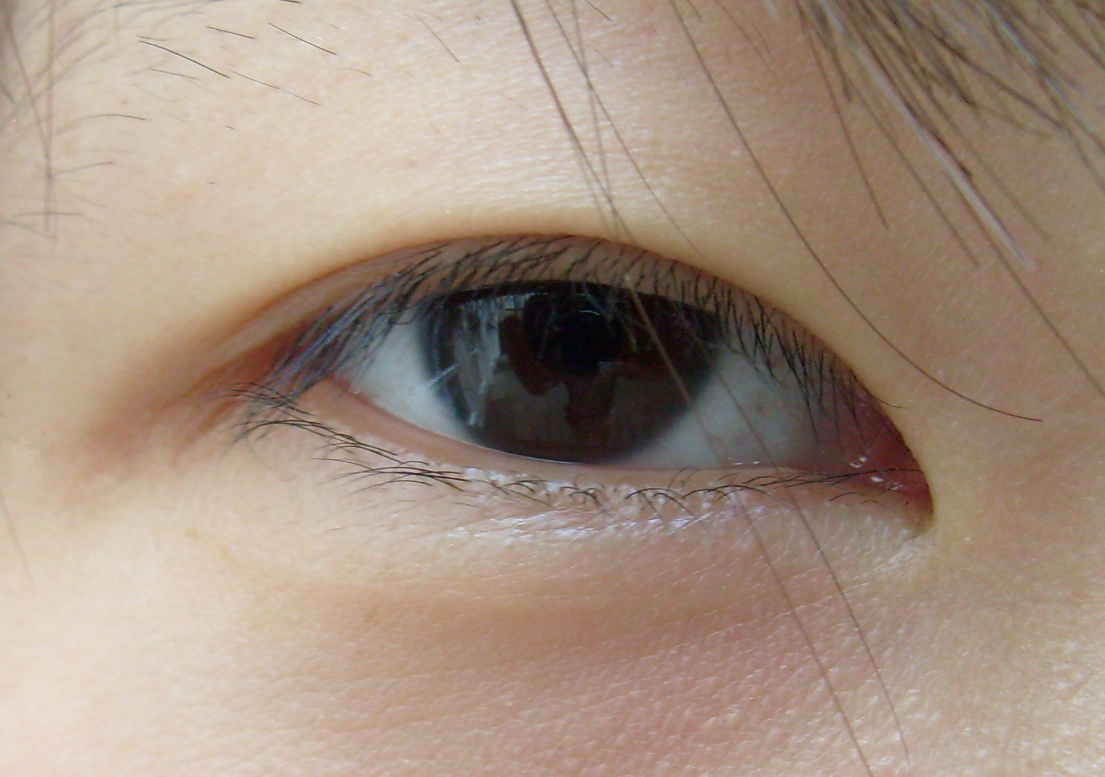
Ojo con brida mongólica en una mujer asiática oriental.

El epicanto o pliegue epicántico (del latín epicanthus medialis)es un repliegue cutáneo que se extiende hacia adentro del repliegue palpebral superior tapando la carúncula del lagrimal y prolongándose hacia abajo hasta unirse a la piel de la cara. Este tipo de ojo es un rasgo típico de las poblaciones clasificadas como mongoloides (los asiáticos orientales, los nativos de Siberia, los indígenas americanos, los polinesios y micronesios), aunque no todas las personas de este grupo genético la presentan y aparece también en algunos pueblos africanos como los joisanes, los nilóticos y algunos europeos como los samis. La brida mongólica también aparece en individuos con síndrome de Down, síndrome de Zellweger y síndrome de Noonan. Todos los seres humanos la desarrollan en el útero, pero no todos la mantienen después de nacer, a diferencia de los ya mencionados.
El grado de desarrollo de la brida entre los individuos varía mucho, y la atribución de su presencia o ausencia es a menudo subjetiva, en un grado relativo a la ocurrencia del rasgo dentro de la comunidad del observador específico. Además, su frecuencia varía clínicamente en Eurasia. Su uso, por tanto, como marcador fenotípico para definir poblaciones biológicas es discutible. Genéticamente, un hijo de un padre con brida mongólica y una madre sin ella manifiesta una situación intermedia entre los dos extremos; y se trataría de dos caracteres que se manifiestan independientemente.

## Clasificación
La variación en la forma de la brida mongólica ha llevado a que se reconozcan cuatro tipos:
- Epicanthus supraciliaris corre desde la ceja, curvándose hacia abajo hacia el saco lagrimal.
- Epicanthus palpebralis comienza por encima del tarso superior y se extiende hasta el borde orbitario inferior.
- Epicanthus tarsalis se origina en el pliegue del párpado superior y se fusiona con la piel cerca del canto interno. Este es el tipo que se encuentra con mayor frecuencia en los asiáticos orientales.
- Epicanthus inversus se extiende desde la piel del párpado inferior sobre el canto interno y se extiende hasta el párpado superior.

## Función evolutiva
La brida mongólica a menudo se asocia con mayores niveles de depósito de grasa alrededor del globo ocular. Se cree que el tejido adiposo proporciona un mayor aislamiento para el ojo y los senos paranasales de los efectos del frío, especialmente de los vientos helados, y representa una adaptación a los climas fríos. También se ha postulado que la propia brida puede proporcionar un nivel de protección contra la ceguera de la nieve. Aunque su aparición en los pueblos nativos del Sudeste Asiático, América, Polinesia y Micronesia puede vincularse a una posible descendencia de ancestros adaptados al frío, su aparición en algunos pueblos africanos como los joisanes y nilóticos no está abierta a esta explicación. La brida mongólica que se encuentra en algunos pueblos africanos se ha relacionado tentativamente con la protección del ojo contra los altos niveles de luz ultravioleta que se encuentran en las áreas desérticas y semidesérticas. Se desconoce la función evolutiva exacta y el origen de la brida mongólica. Las explicaciones científicas incluyen la variación y la selección aleatorias (presumiblemente selección sexual), o la posible adaptación al entorno desértico y/o los altos niveles de luz ultravioleta que se encuentran en entornos de gran altitud, como el Himalaya.
Hoy en día, algunos consideran que una explicación adaptativa al frío para la brida mongólica está desactualizada, ya que la brida mongólica aparece en algunas poblaciones africanas. El Dr. Frank Poirier, antropólogo físico de la Universidad Estatal de Ohio, concluyó que la brida mongólica, de hecho, puede ser una adaptación para las regiones tropicales, protegiendo los ojos de la sobreexposición a la radiación ultravioleta, y ya formaba parte de la diversidad natural que se encuentra entre los primeros humanos modernos.

## Galería

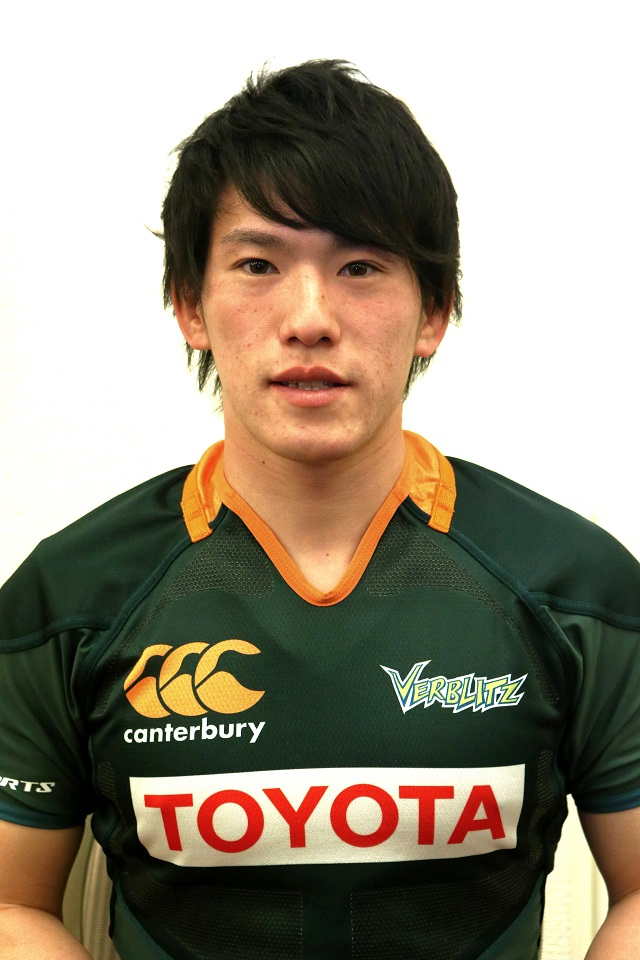
Brida mongólica en un hombre japonés.
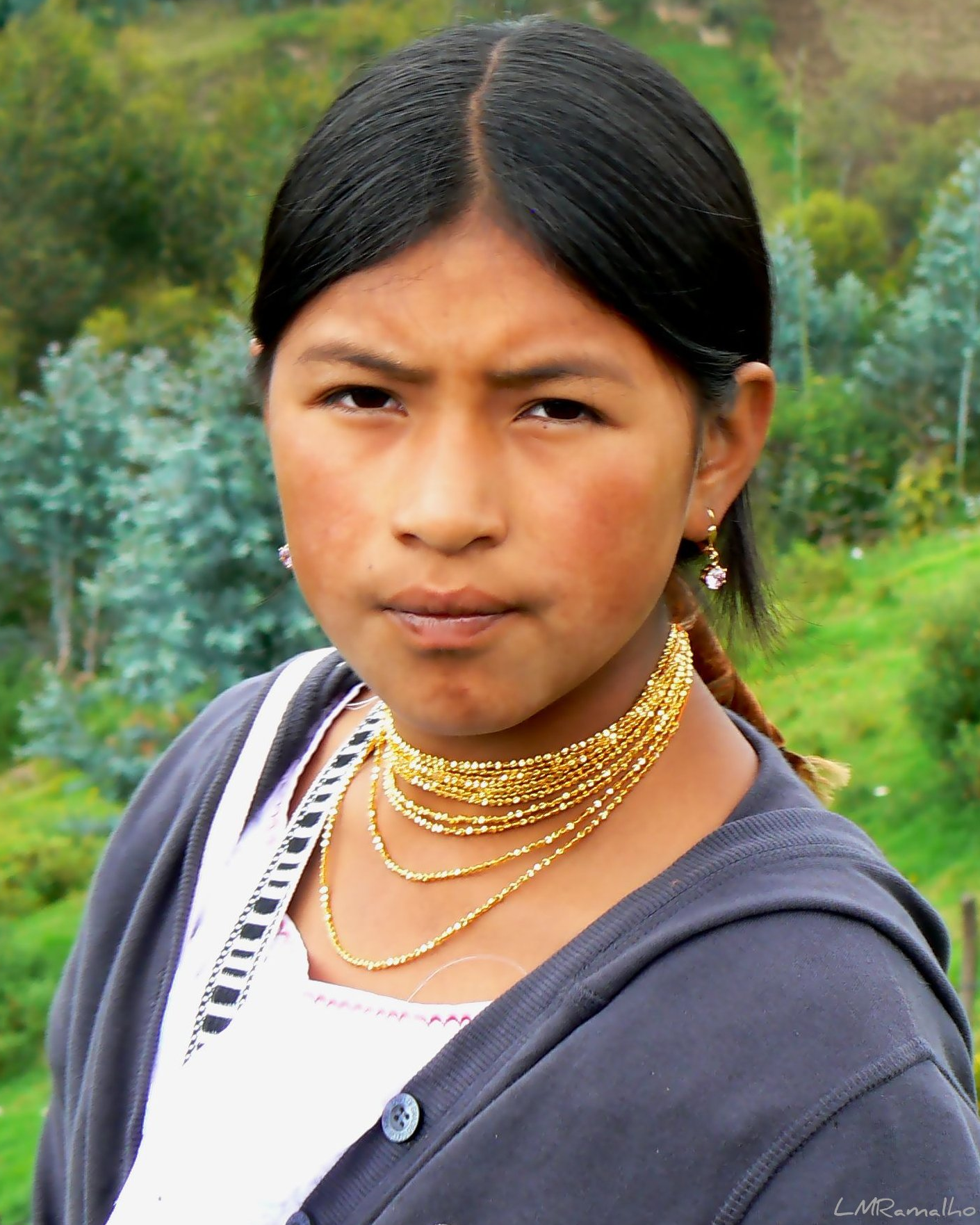
Brida mongólica en una mujer amerindia de Ecuador.
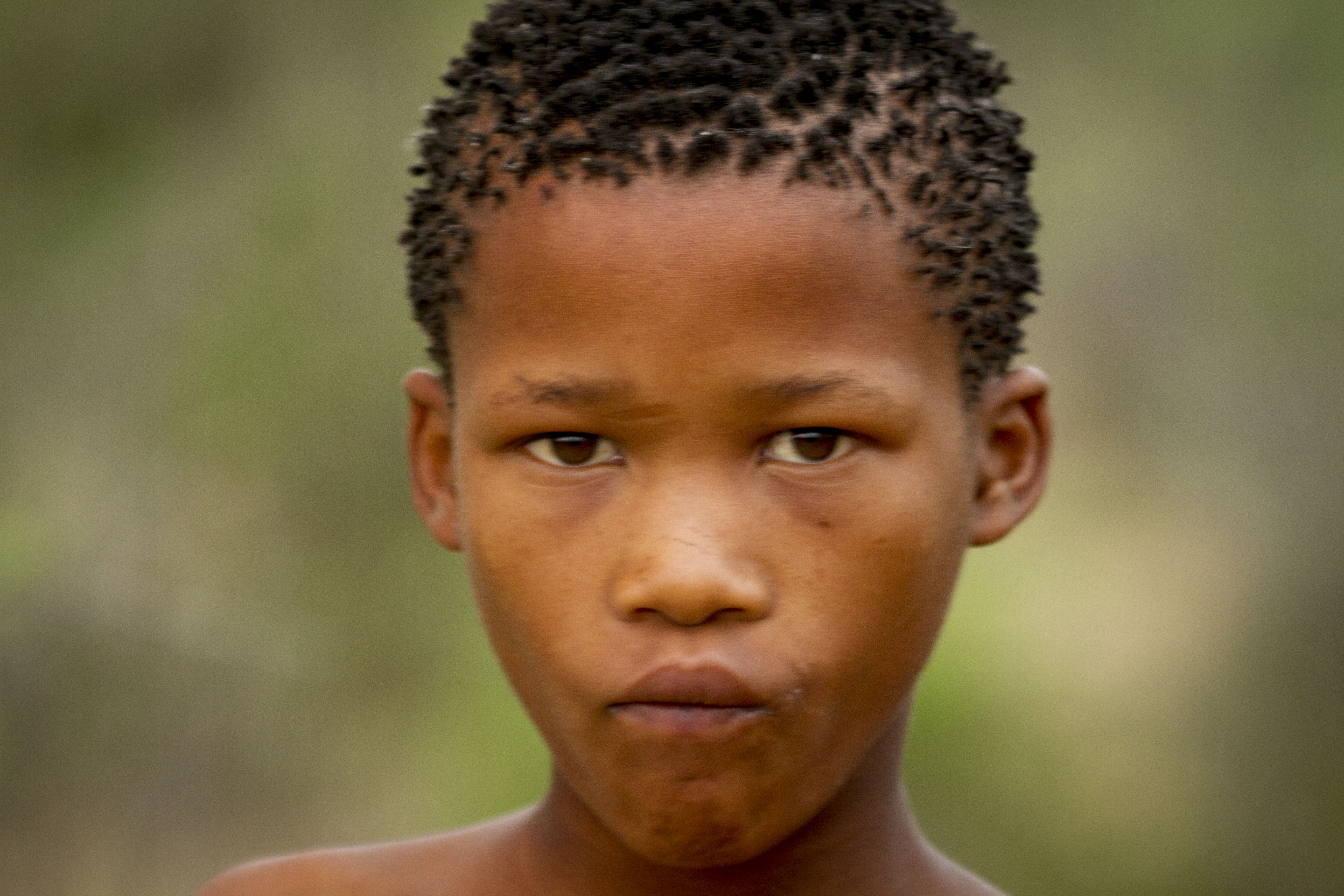
Brida mongólica en un niño joisán.
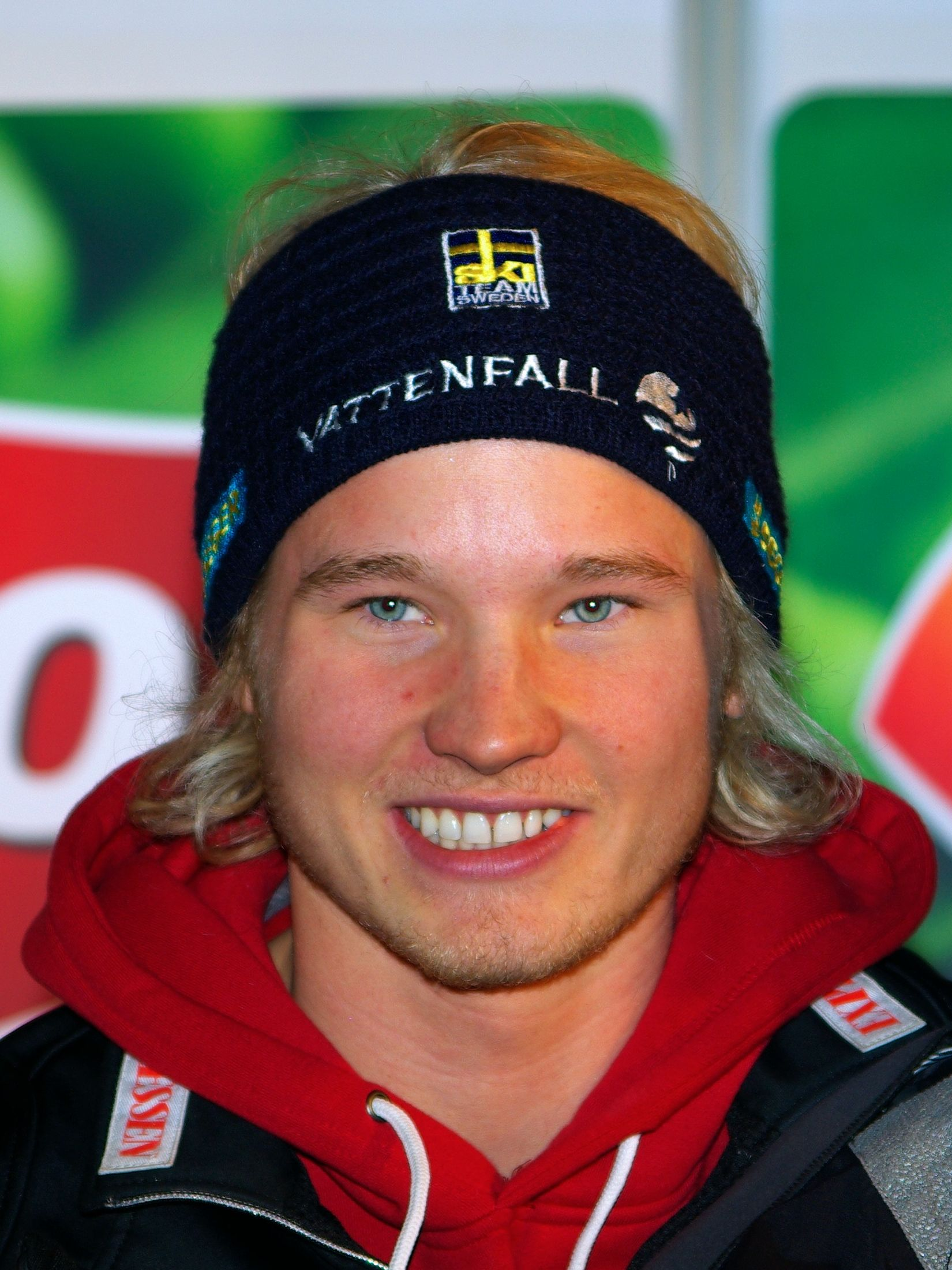
Brida mongólica en un hombre sueco.